# 1764
1764 (MDCCLXIV) je bilo prestopno leto, ki se je po gregorijanskem koledarju začelo na nedeljo, po 11 dni počasnejšem julijanskem koledarju pa na četrtek.

## Rojstva
- 17. september - John Goodricke, nizozemsko-angleški ljubiteljski astronom, astrofil († 1786)

## Smrti
- 2. september - Nathaniel Bliss, angleški duhovnik , astronom (* 1700)
- 12. september - Jean-Philippe Rameau, francoski skladatelj (* 1683)
- 31. maj - Franc Jelovšek, slovenski slikar (* 1700)